# Sascha Laura Soydan
Sascha Laura Soydan (* 1972 in Berlin, auch Sascha Özlem Soydan) ist eine deutsch-türkische Schauspielerin.

## Werdegang
Erste Filmauftritte hatte Soydan neben Horst Buchholz in Der kleine Unterschied (1997) und Hot Dogs (1998) sowie Alles Bob! (1999). Zu dieser Zeit spielte sie auch ihre ersten Rollen in deutschen Fernsehserien (u. a. eine Hauptrolle in der Tatort-Episode In der Falle), ab 2007 hat sie feste Serienrollen: Jale Deniz in der Krimiserie Lutter oder Hatice Surat in dem Kinderprogramm Die Pfefferkörner. In der Fernsehserie Mordkommission Istanbul spielte sie in zwei Episoden die Ehefrau des Hauptdarstellers Erol Sander.
Soydan spielt häufig türkischstämmige Figuren, ist aber auch in anderen Rollen zu sehen. Bisweilen wirkte sie in der Vergangenheit als Sprecherin an Radiohörspielen mit.

## Kontroverser Auftritt
Unter der Regie von Milo Rau trug Sascha Laura Soydan die Erklärung des norwegischen Mörders Anders Behring Breivik vor, die Breivik im April 2012 zum Prozessauftakt in Oslo abgegeben hatte. Die Lesung Breiviks Statement beabsichtigte zu verdeutlichen, „dass 80 bis 90 Prozent der westeuropäischen Bevölkerung unterschreiben würden, was Breivik sagte“. Im Oktober 2012 wurde die Vorstellung Breiviks Statement im Rahmen eines Monologfestivals im Berliner Theaterdiscounter präsentiert, nachdem die Leitung des Nationaltheaters Weimar die ursprünglich dort geplante Aufführung abgelehnt hatte, um den Gedanken Breiviks „kein Podium zu bieten“.

## Privates
Sascha Soydan lebt in Berlin und hat einen Wohnsitz in Antalya.

## Filmographie
- 1993: Novalis – Die blaue Blume
- 1998: Tatort – In der Falle
- 2006: Lutter – Um jeden Preis
- 2006: Lutter: Essen is’ fertig
- 2007: Tatort – Unter uns
- 2007: Lutter: Blutsbande
- 2008: Lutter: Toter Bruder
- 2010: Scheidung für Fortgeschrittene
- 2010–2011: Mordkommission Istanbul  (Fernsehserie, 2 Folgen: Die steinernen Krieger, Der Preis des Lebens)
- 2011: Kebab mit Alles
- 2013: Der letzte Bulle  (Fernsehserie, Folge: Kein Sterbenswort)
- 2013: Herzensbrecher – Vater von vier Söhnen  (Fernsehserie, Folge: Love-Storys)
- 2013: München 7  (Fernsehserie, Folge: Janosch)
- 2014: Alarm für Cobra 11  (Fernsehserie, Folge: 1983)
- 2015: Schloss Einstein  (Fernsehserie, 1 Folge)
- 2015: Leberkäseland (Fernsehfilm)
- 2017: Kebab extra scharf!
- 2024: Engel mit beschränkter Haftung (Fernsehfilm)